# Сирбешть (Біхор)
Сирбешть, Сирбешті (рум. Sârbești) — село у повіті Біхор в Румунії. Входить до складу комуни Лунка.
Село розташоване на відстані 363 км на північний захід від Бухареста, 76 км на південний схід від Ораді, 90 км на захід від Клуж-Напоки, 127 км на північний схід від Тімішоари.

## Населення
За даними перепису населення 2002 року у селі проживали 355 осіб. Рідною мовою 351 особа (98,9%) назвала румунську.
Національний склад населення села:
| Національність | Кількість осіб | Відсоток |
| -------------- | -------------- | -------- |
| румуни         | 340            | 95,8%    |
| цигани         | 11             | 3,1%     |